# Bigfork (Montana)
Bigfork es un lugar designado por el censo ubicado en el condado de Flathead en el estado estadounidense de Montana. En el Censo de 2010 tenía una población de 4270 habitantes y una densidad poblacional de 44,2 personas por km².

## Geografía
Bigfork se encuentra ubicado en las coordenadas 48°5′17″N 114°3′17″O / 48.08806, -114.05472. Según la Oficina del Censo de los Estados Unidos, Bigfork tiene una superficie total de 96.6 km², de la cual 80.9 km² corresponden a tierra firme y (16.25%) 15.7 km² es agua.

## Demografía
Según el censo de 2010, había 4270 personas residiendo en Bigfork. La densidad de población era de 44,2 hab./km². De los 4270 habitantes, Bigfork estaba compuesto por el 96.07% blancos, el 0.49% eran afroamericanos, el 0.61% eran amerindios, el 0.42% eran asiáticos, el 0.09% eran isleños del Pacífico, el 0.59% eran de otras razas y el 1.73% pertenecían a dos o más razas. Del total de la población el 2.48% eran hispanos o latinos de cualquier raza.